# Billet de 20 francs Debussy
Pour les articles homonymes, voir 20 francs.
Recto
Verso
Chronologie
Billet de 20 francs Pêcheur Passage à l'euro
Le 20 francs Debussy est un billet de banque de 20 francs français à l'effigie du compositeur français Claude Debussy créé par la Banque de France le 9 août 1980 et mis en circulation à partir du 6 octobre 1981 ; il a été retiré de la circulation au moment de l'arrivée de l'euro. 

## Historique
Comme tous les autres billets en francs remplacés par l'euro (500 francs Pierre et Marie Curie, 200 francs Gustave Eiffel, 100 francs Cézanne, 50 francs Saint-Exupéry), il a cessé d'avoir cours légal à partir du 18 février 2002, et fut échangeable aux guichets de la Banque de France, de l'Institut d'émission des départements d'outre-mer et du Trésor public jusqu'au 17 février 2012 inclus.
Son tirage total est de 1 550 000 000 d'exemplaires.
Le « 20 francs Debussy » succède historiquement au « 20 francs Pêcheur », en circulation de 1942 à 1950 qui fut alors remplacé, du fait de la triple dévaluation du franc français, par la pièce de 20 francs dessinée par Georges Guiraud — laquelle sera remplacée en 1960 par la 20 centimes conçue par Henri Lagriffoul.
En 1976, la crise économique pousse la Banque à envisager un billet de 20 francs : un premier projet voit le jour, représentant René Laennec, dessiné par Claude Andréotto, mais ne sera pas retenu.
Le 20 francs Debussy a été imprimé entre 1980 et 1997, soit un total de 18 millésimes. Il s'agit du dernier billet de 20 francs mis en circulation en France, il n'a pas été remplacé par un nouveau type lors de la dernière série des billets en francs français lancée par la Banque de France, et, de fait, le « 20 francs Debussy » circulait avec celle-ci. La Monnaie a toutefois émis plusieurs types de pièces de 20 francs.

## Description

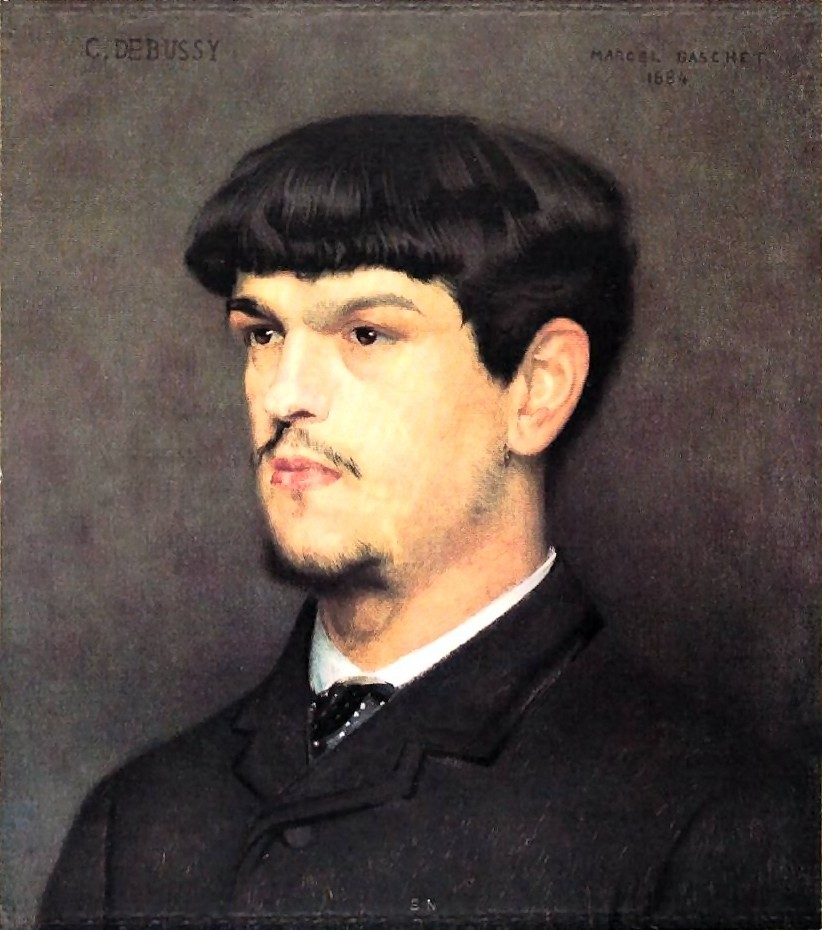
Claude Debussy (1884, musée d'Orsay), huile sur bois de Marcel Baschet, ayant servi à la composition du billet.

Le billet a été dessiné par le peintre Bernard Taurelle, l'avers a été gravé par Jacques Jubert et le revers par Hérouard. 
Au recto : le buste de Debussy d'après un tableau de Marcel Baschet (1884), puis une mer houleuse en arrière-plan en référence à La Mer, une œuvre orchestrale de Debussy. 
Au verso : le même portrait de Debussy tandis que le dessin d'arrière-plan représente le décor de la scène intitulée « La Fontaine dans un parc » signé Lucien Jusseaume et Eugène Ronsin utilisé lors de la représentation de Pelléas et Mélisande en avril 1902 à l'Opéra comique.
Le filigrane blanc représente le visage de Debussy.
À partir des émissions de 1990, un fil de sécurité s'inscrit dans la trame du papier : cette technique était jusqu'alors inédite pour les billets français.
Ses dimensions sont de 140 mm x 75 mm.